# Ingo Kühl

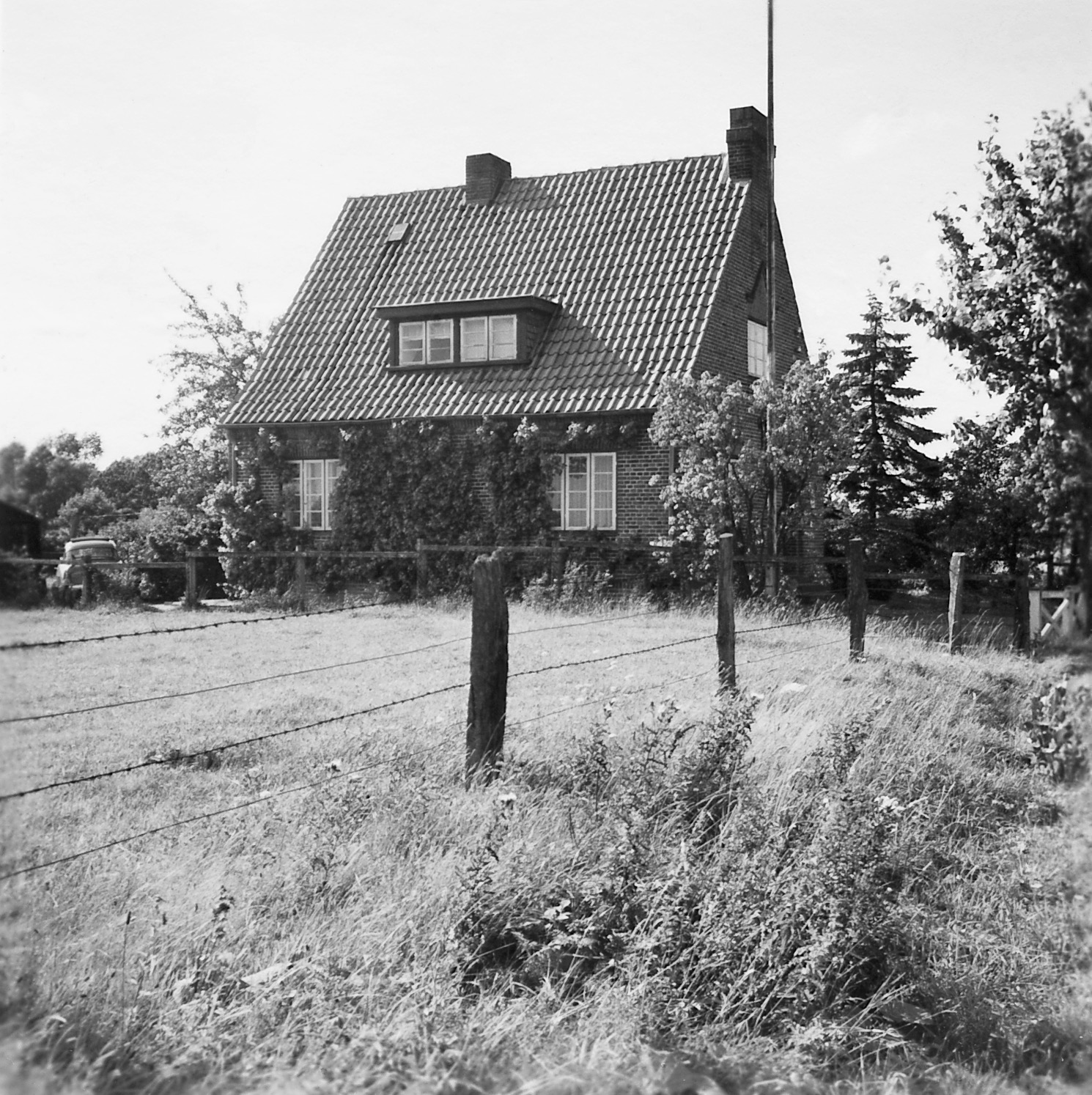
Geboorteplaats van Ingo Kühl, voormalig politiebureau aan de Bundesstraße 202 in Bovenau, 1957

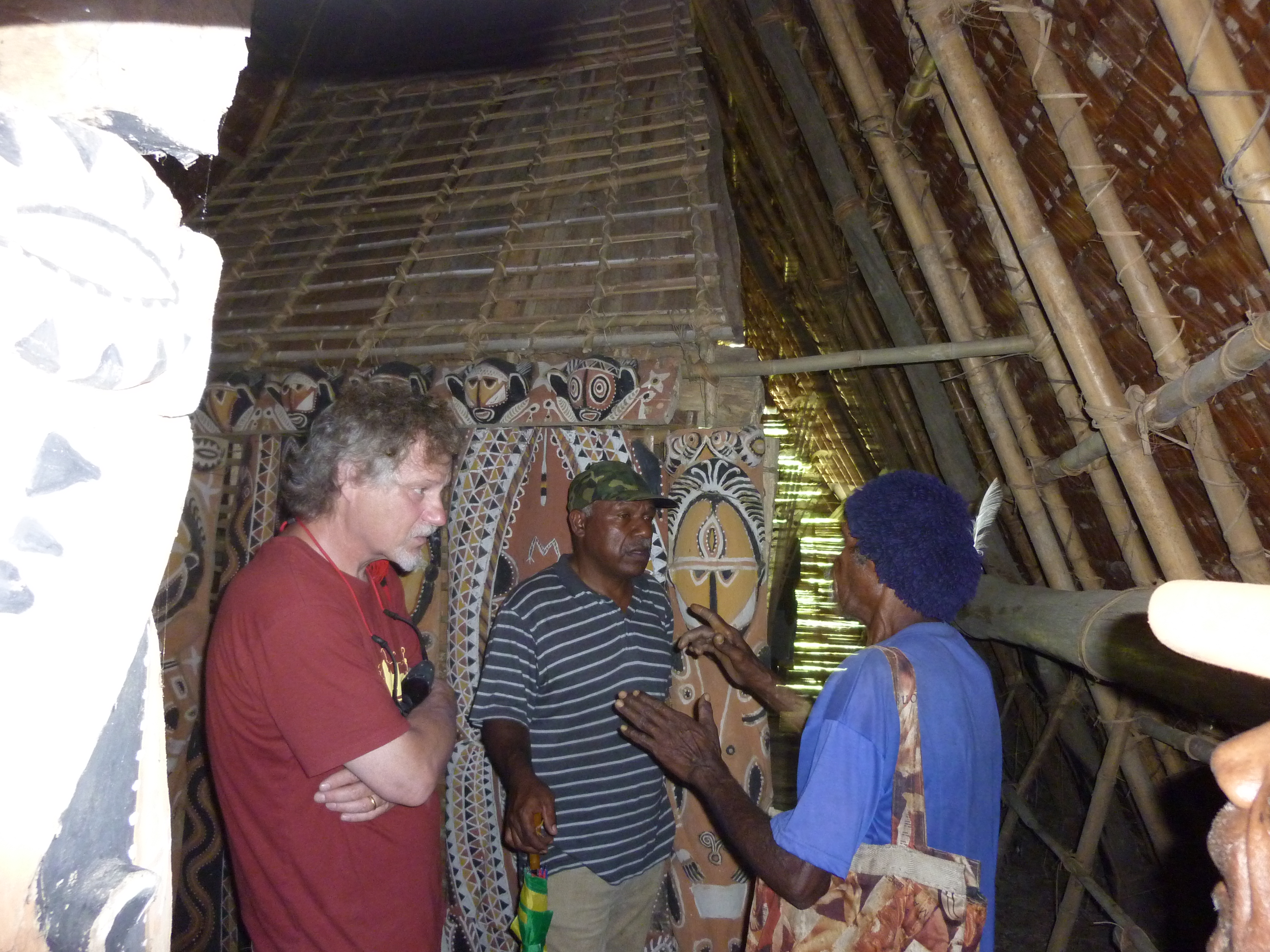
Ingo Kühl en Tomulopa Deko met enkele inheemse mannen in een Haus tambaran in Papoea-Nieuw-Guinea, regio Oost-Sepik, 2012

Ingo  Kühl (Bovenau, 29 juni 1953) is een Duitse schilder, beeldhouwer en architect.

## Leven
Ingo Kühl studeerde van 1973 tot 1976 architectuur aan de Universiteit voor toegepaste wetenschappen in Kiel en van 1977 tot 1984 architectuur en beeldende kunst aan de Universiteit voor de Kunsten Berlijn.
Al schilderend reisde hij door vele landen binnen en buiten Europa, waaronder IJsland, Nieuw-Zeeland, Papoea-Nieuw-Guinea en Vuurland. Gedurende één jaar woonde hij in de Stille Zuidzee. Sinds 2003 heeft hij een studio op Sylt naast Berlijn.

## Oeuvre

### Schilderen

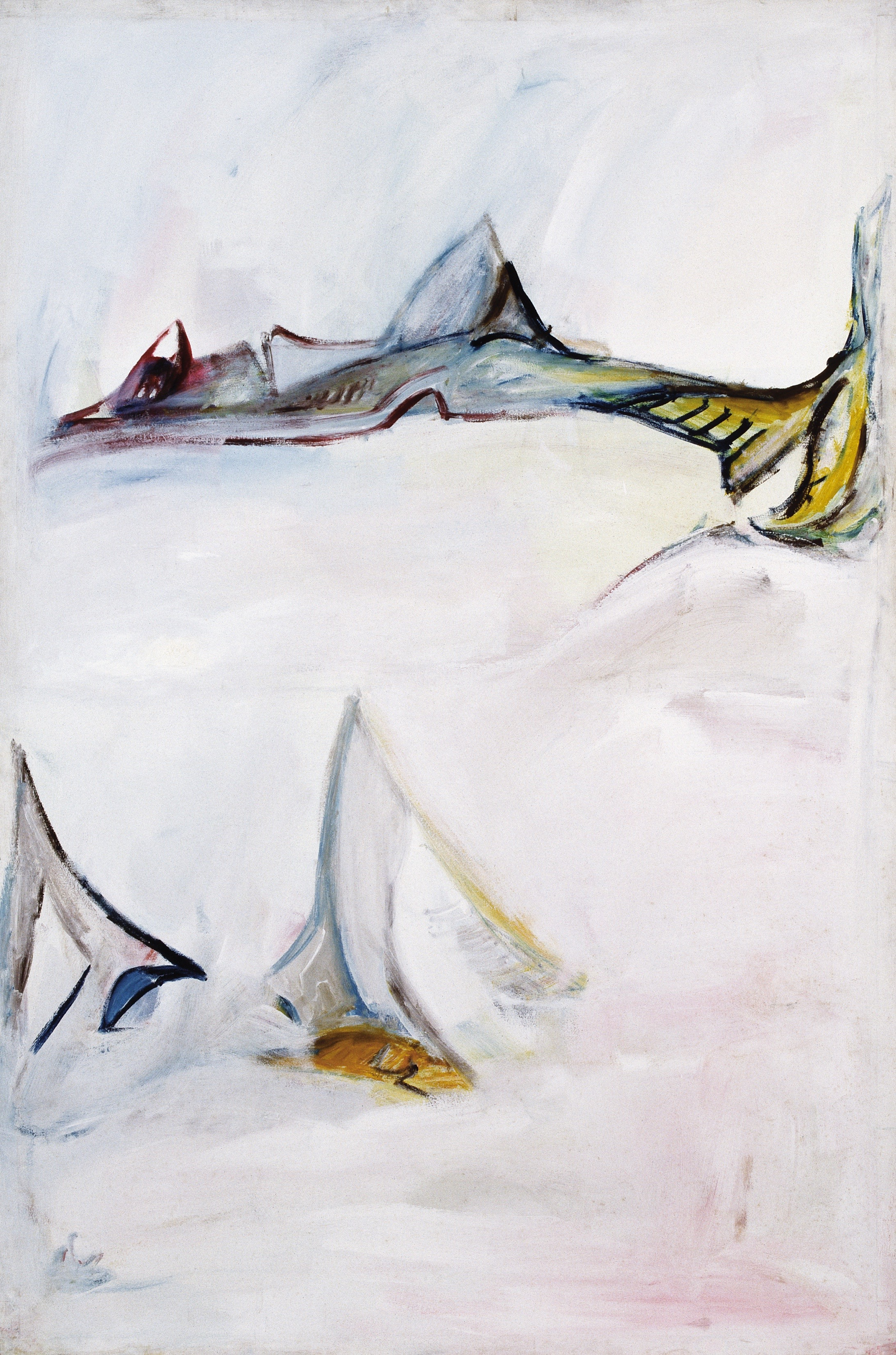
"Architektur (Brücke) in Schneelandschaft", 1980, olieverf op canvas, 200 × 130 cm
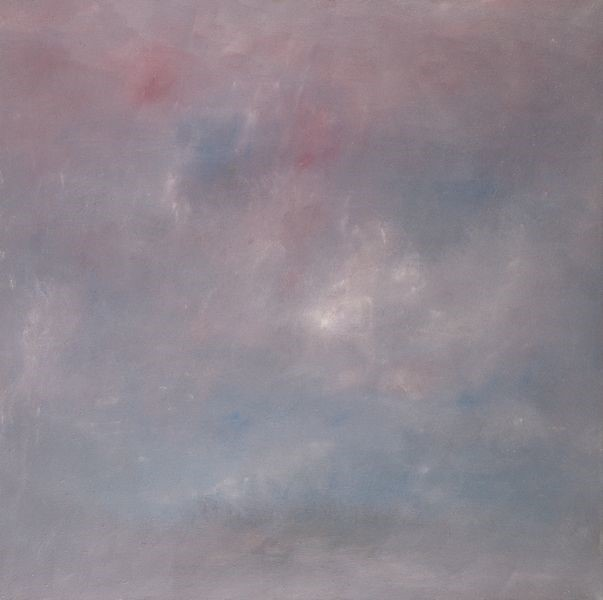
"Farbraum", 1986, olieverf op canvas, 100 × 100 cm, Schleswig-Holsteinische Landesmuseen, Schloss Gottorf, Sleeswijk
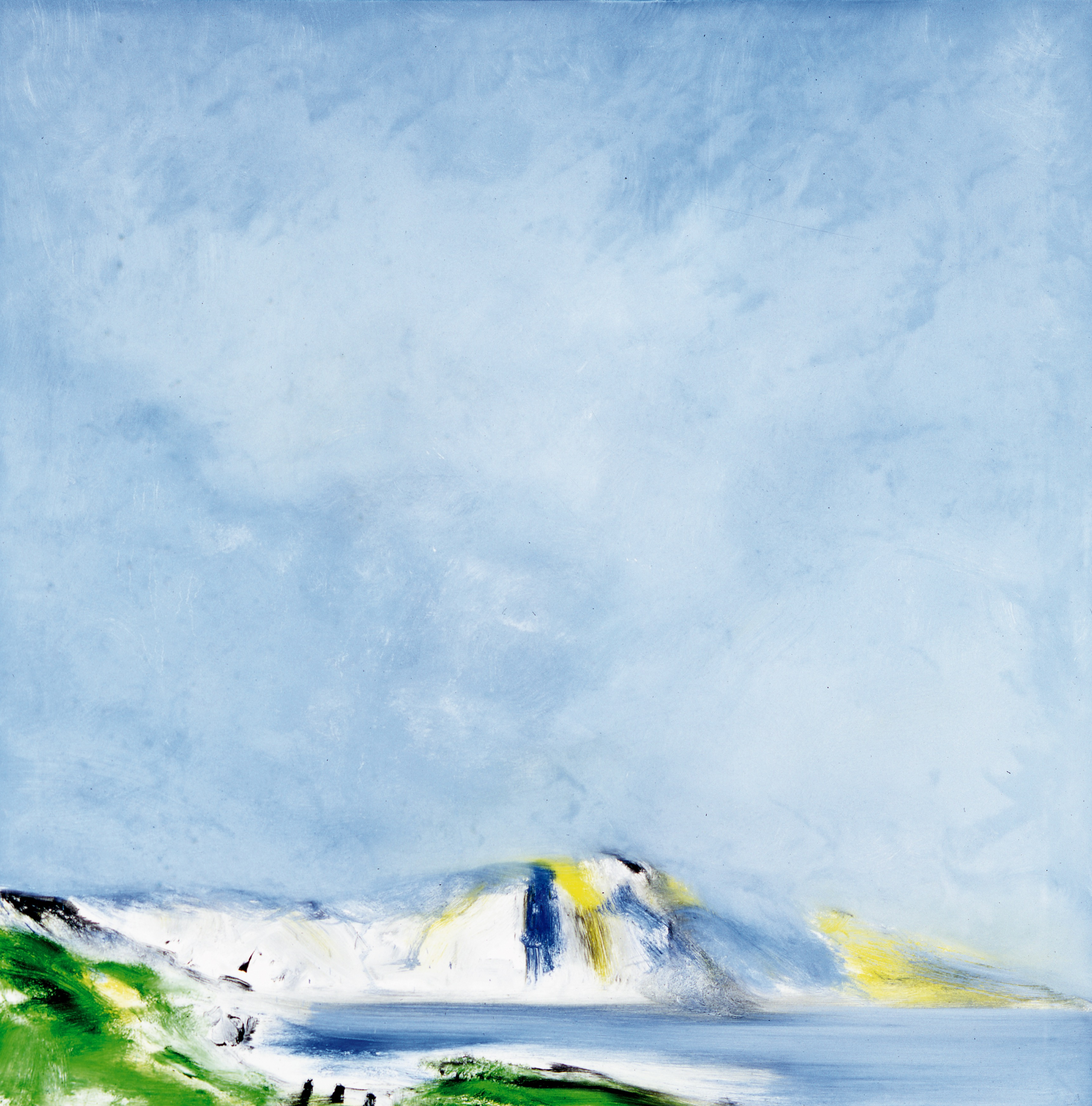
"Färöer II" uit de cyclus Färöer, 1995, olieverf op canvas, 120 x 120 cm
"Die Nebensonnen" uit de cyclus Winterreise volgens Franz Schubert, 1996, olieverf op canvas, 160 × 160 cm
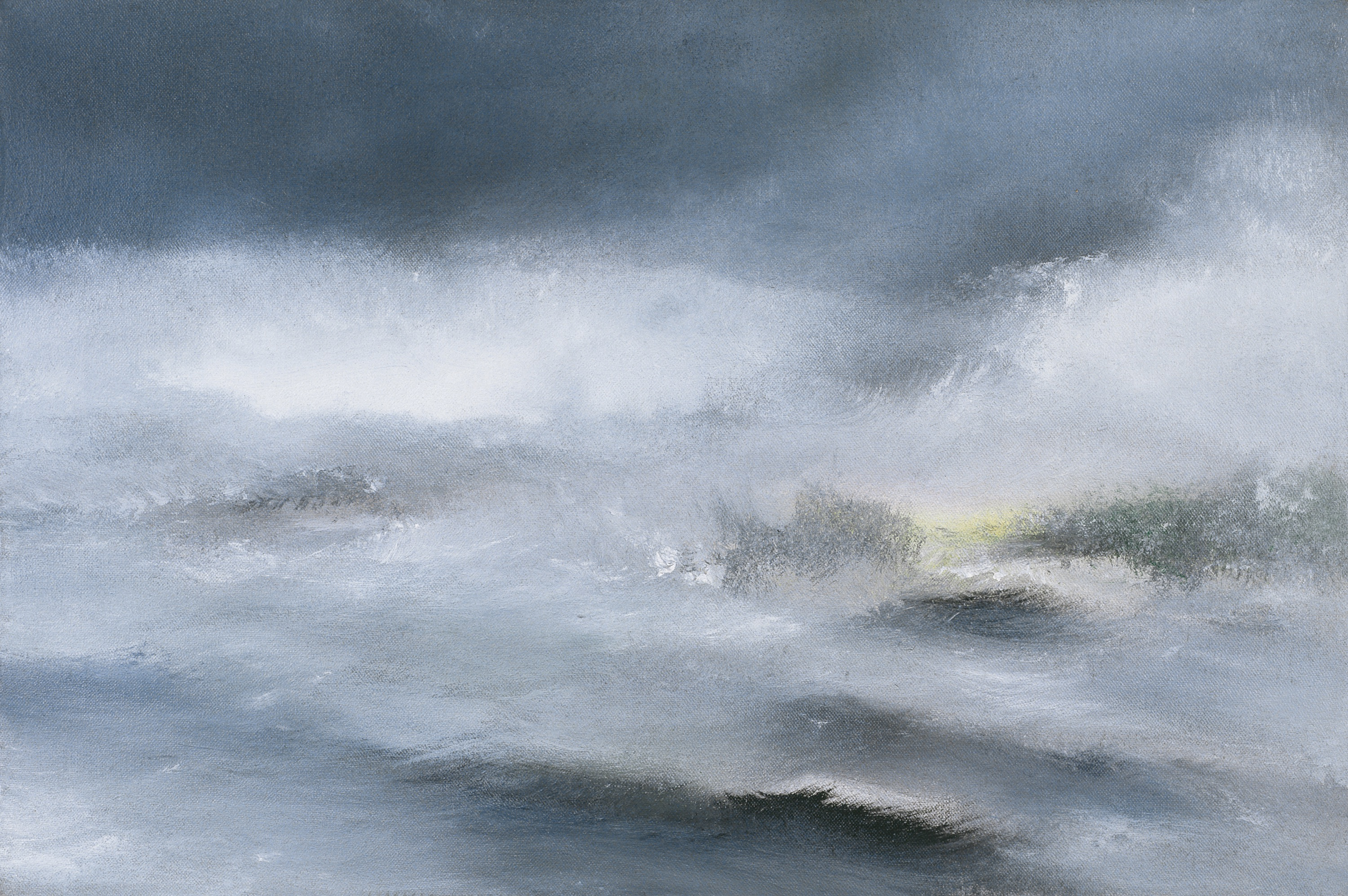
"Gletscher (Beagle-Kanal)" uit de cyclus Landschaften am Ende der Welt, geschilderd in Punta Arenas, Chile 2005, olieverf op canvas, 40 × 60 cm
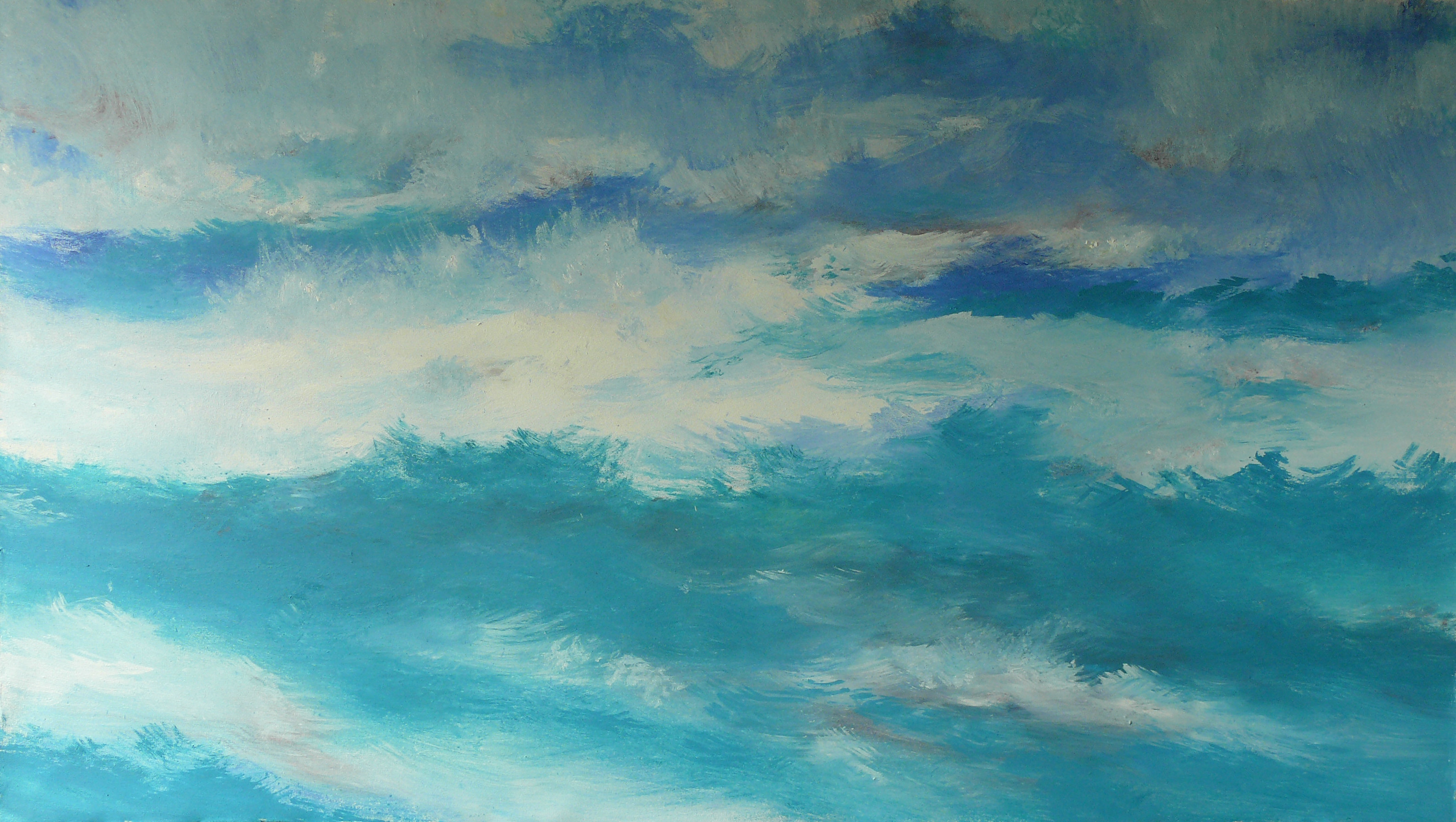
"The Sea IV", 2012, olieverf op canvas, 101 × 182 cm, geschilderd in Port Vila, Vanuatu
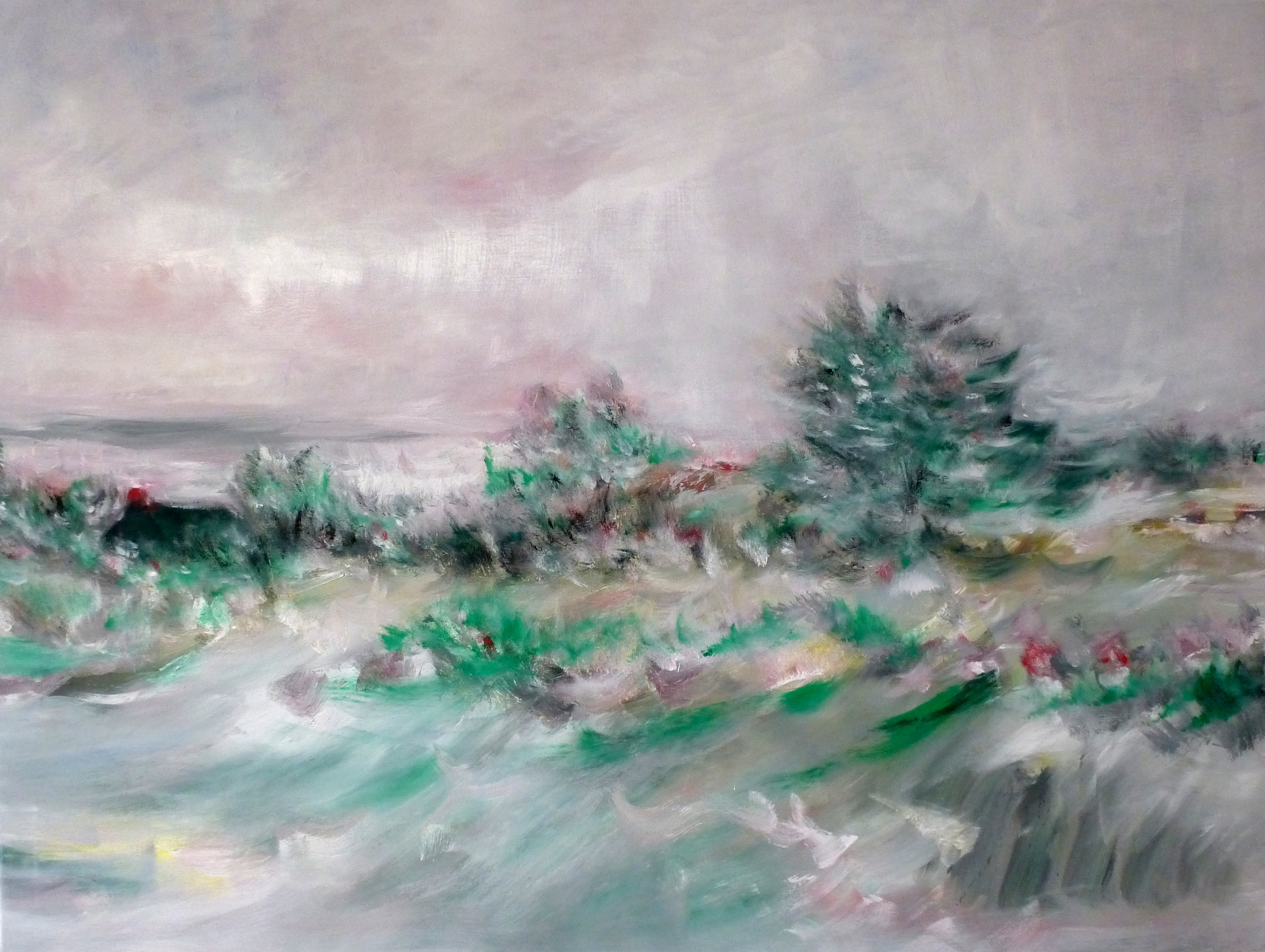
"Haus am Watt", 2015, olieverf op canvas, 150 × 200 cm
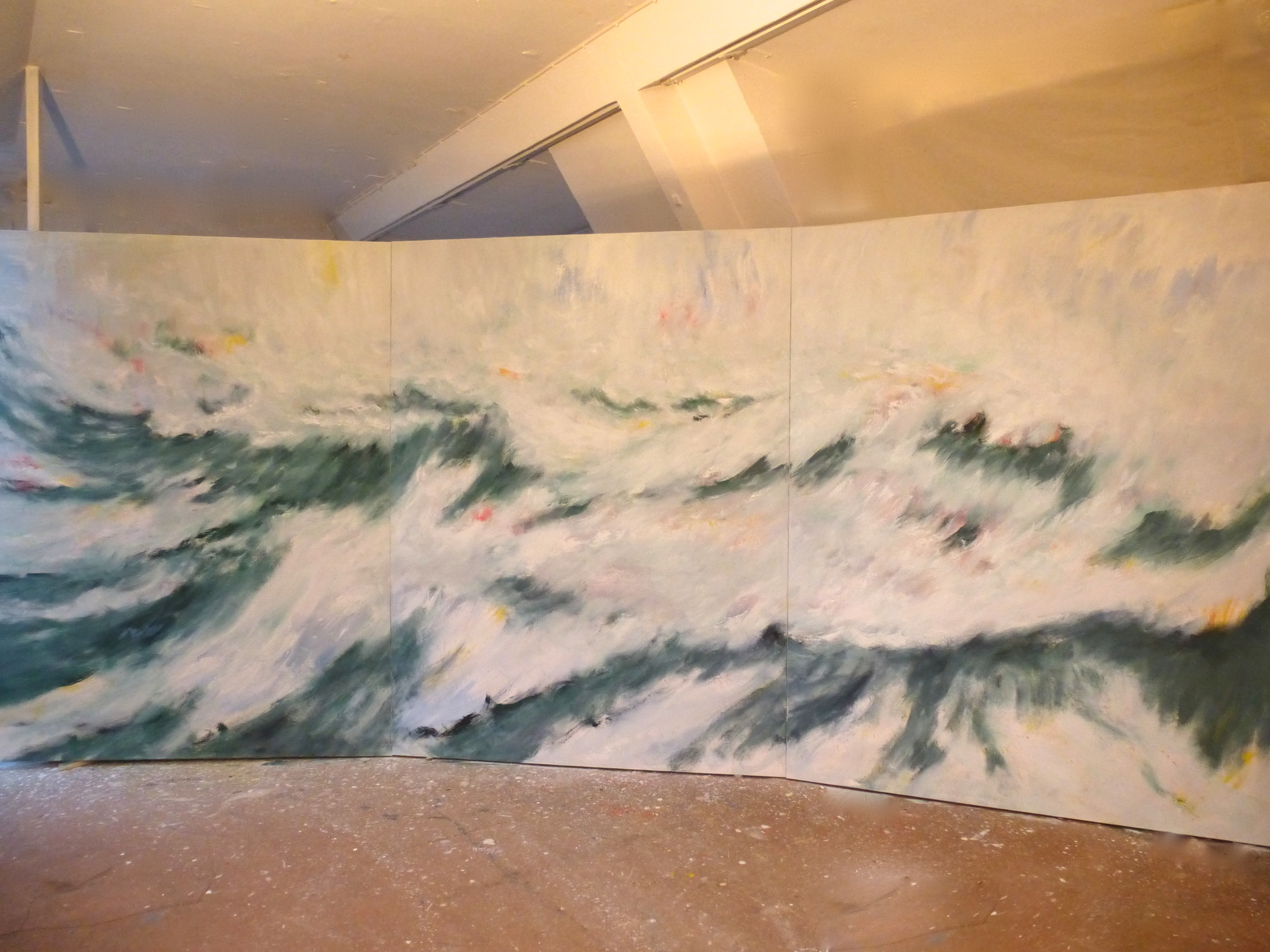
"Bewegtes Meer III", 2020, olieverf op canvas, 250 × 570 cm (drie delen), in de Berlijnse studio

### Beeldhouwwerken

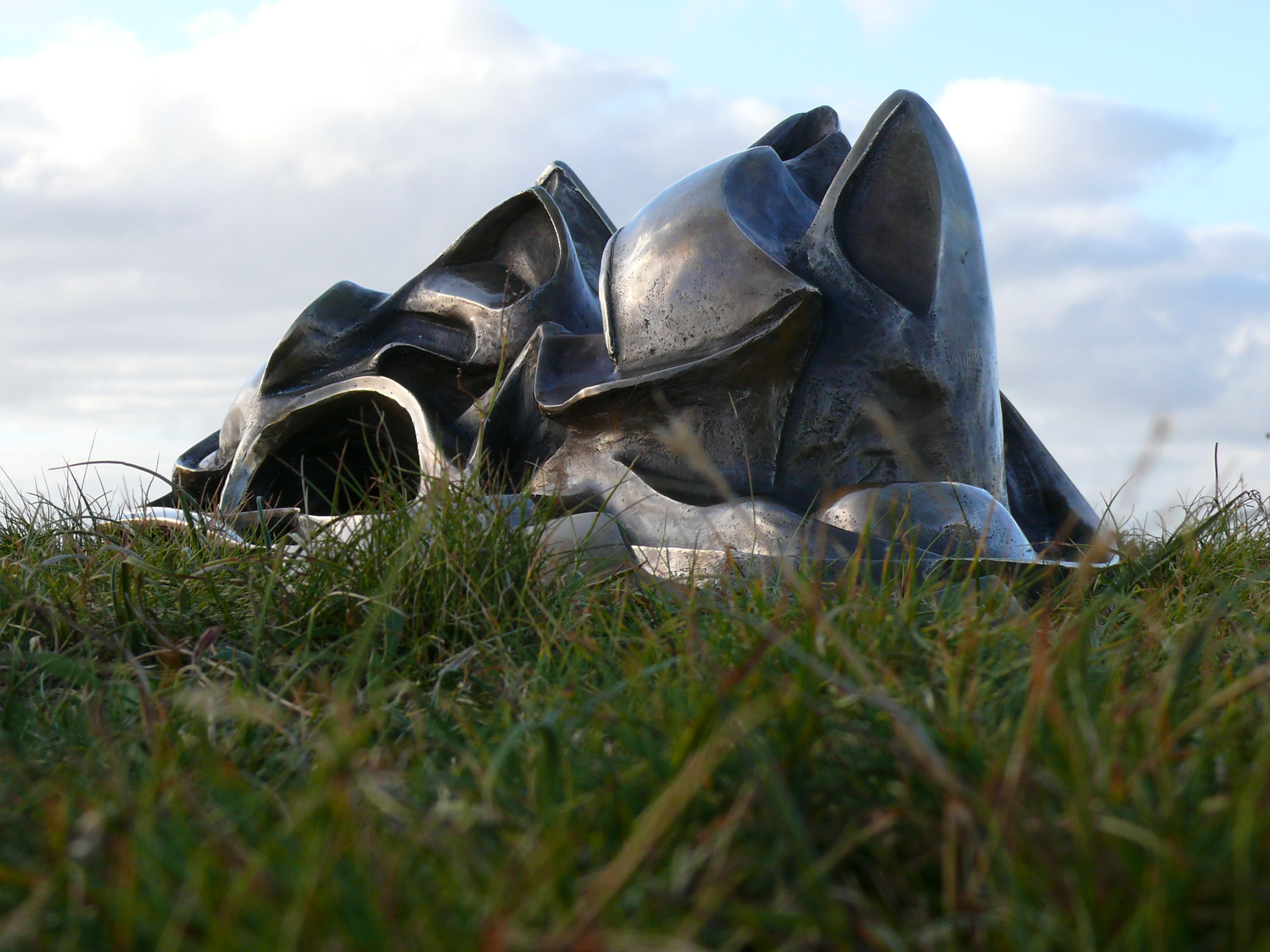
"Architektur-Skulptur", 1988, bronzen 69 × 35 × 20 cm
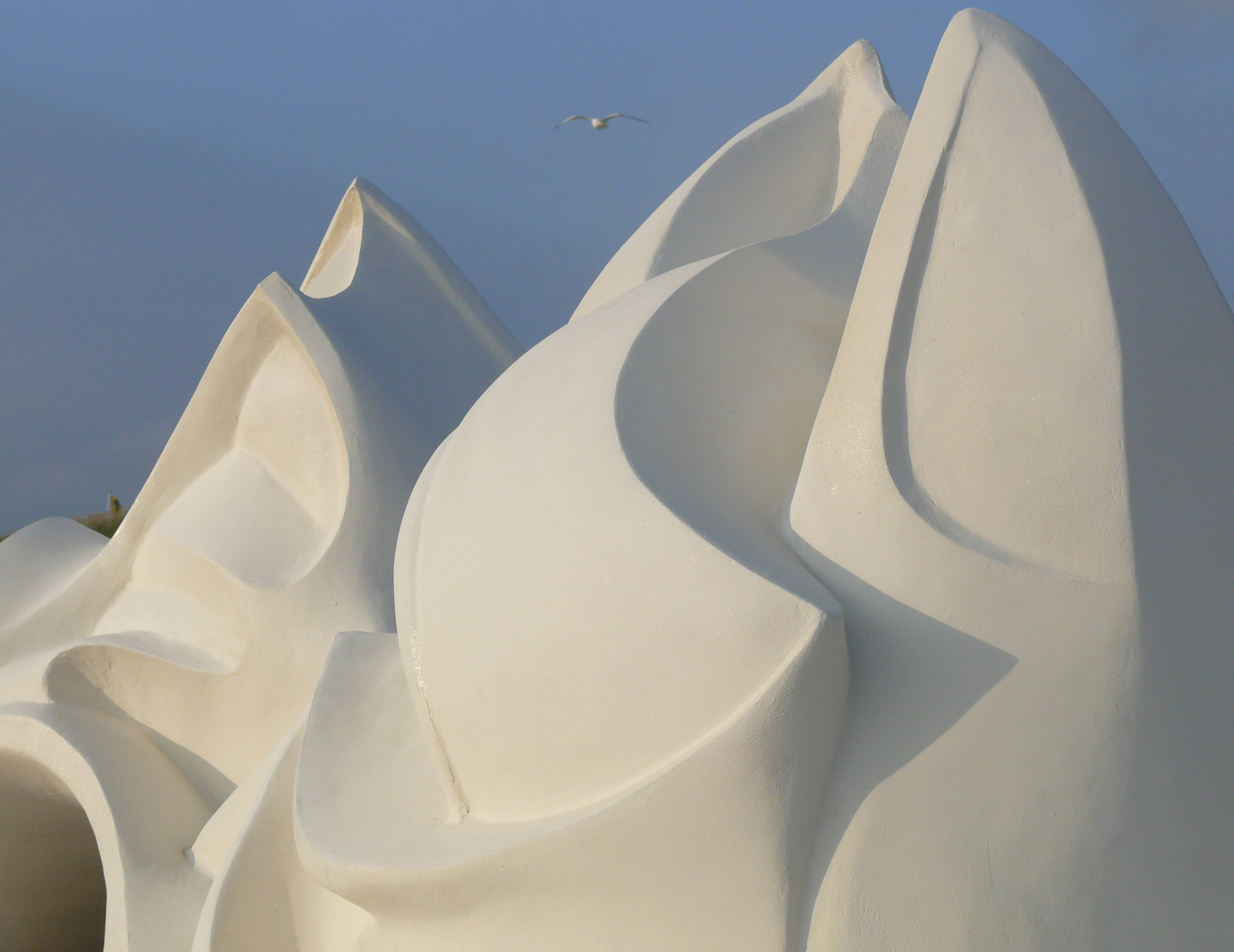
“Architektur-Skulptur", 2009, epoxyhars 400 × 220 × 110 cm
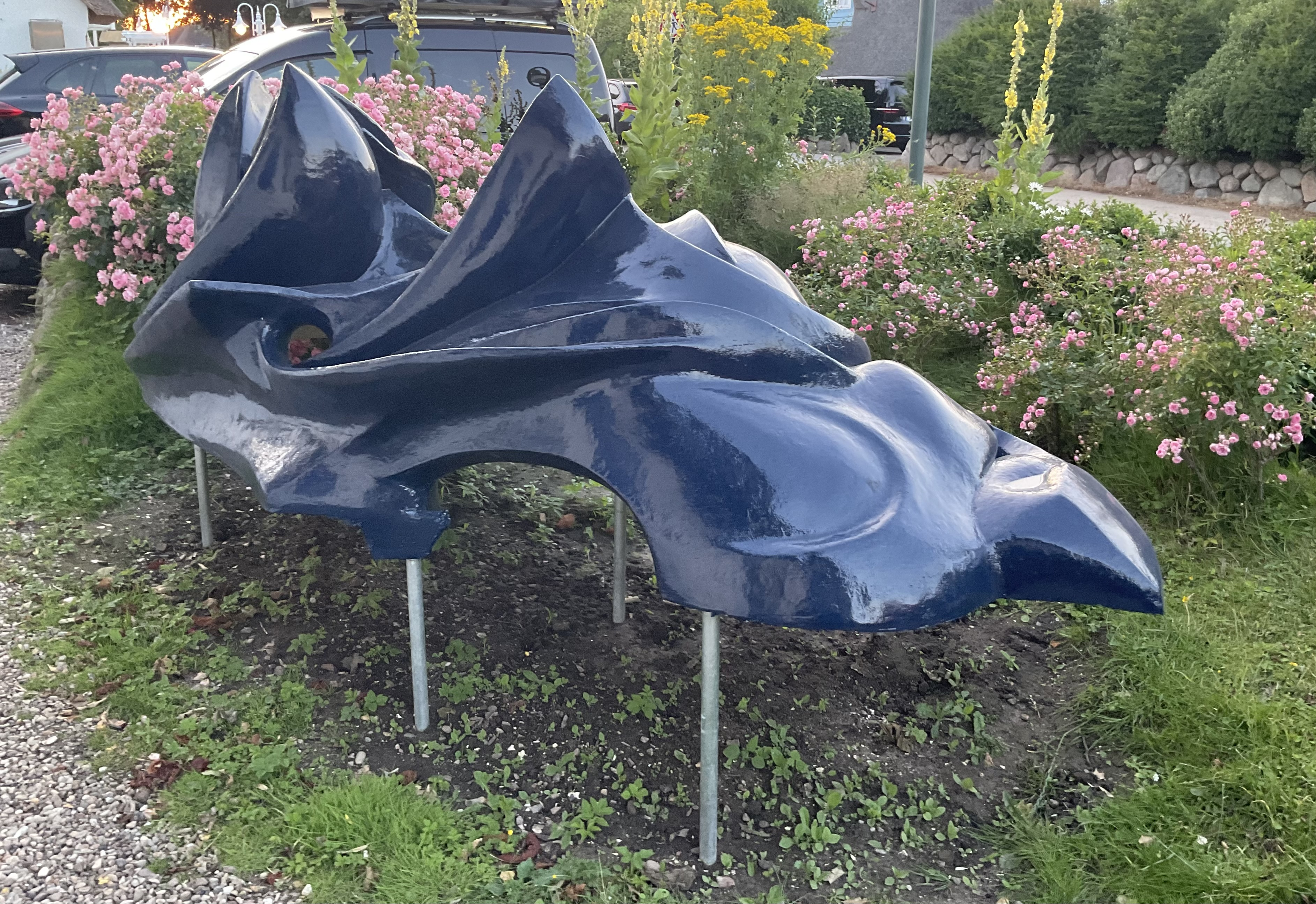
"Architektur-Skulptur" voor de studio Ingo Kühl in Keitum op Sylt, 2023
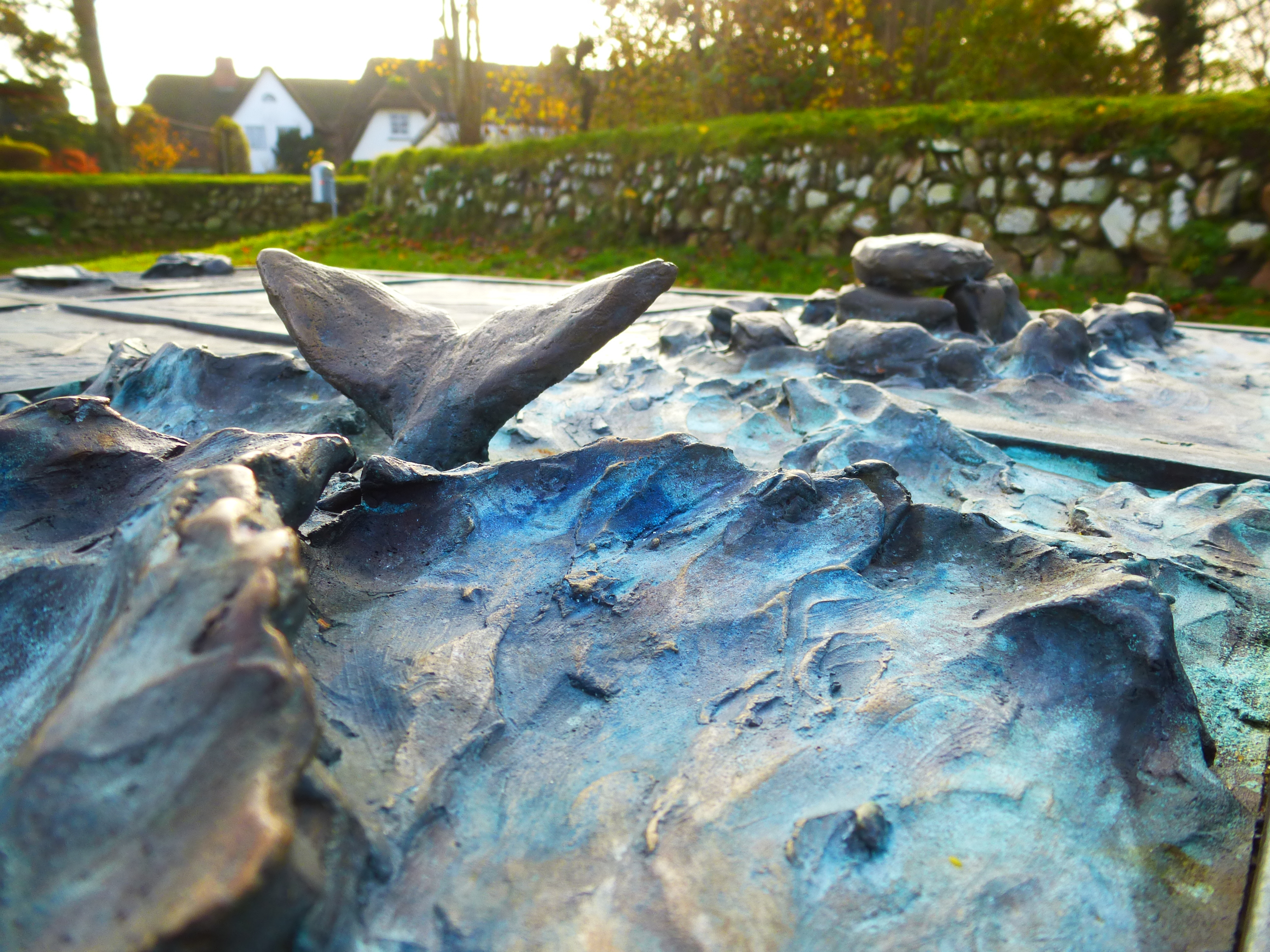
"Tisch am Kliff" in Keitum op Sylt, bronzen reliëfs Wal in bewegter See en Hügelgrab, 2019

## Tentoonstellingen

### Solotentoonstellingen
- Figures and Formkomposits, The Center for Art and Culture of Bedford Stuyvesant Inc., Brooklyn, New York, 1982.
- Óleos, Centro Cultural São Lourenço, Almancil, Portugal, 1986.[1]
- Luft und Wasser, Nordfriesisches Museum, Nissenhaus Husum, 1988.
- Himmel, Kardinal-von-Galen-Haus, Cloppenburg-Stapelfeld, 1995.
- Winterreise nach Franz Schubert, Sender Freies Berlin, Haus des Rundfunks, 1996; en Berliner Philharmonie, Berlijn, 1997.
- La Mer, Espace Culturel Français, Port Vila, Vanuatu, South Pacific, 2002.[2]
- Dance – Masks – Ceremonies, Nationaal Museum van Vanuatu, Port Vila, 2002.[3]
- Südseewellen, Ethnologisches Museum, Staatliche Museen zu Berlin, Musea Berlin-Dahlem, 2004/05.[4]
- Macht der Natur, Museum der Stadt Bad Hersfeld, 2005.[5]
- Paisajes del fin del Mundo, 1. Cooperativa de Arte, Santiago de Chile, 2005.[6]
- Paisajes del fin del Mundo II, Embajada de Chile en Alemania, Berlijn 2006.[7]
- The Creation / Die Schöpfung, University of Goroka, Papua New Guinea, 2010.[8]
- Rund um Kap Hoorn, Botschaft der Republik Chile, Berlijn, 2013/14.[9]
- In der Nähe des Meeres, Nordfriesland Museum, Nissenhaus, Husum, 2018.[10]
- Kraft der Elemente auf Sylt, Sylt Museum, Keitum, 2022.[11]

## Groepstentoonstellingen
- Hommage (à Hermann Finsterlin)[12], Obere Galerie – Haus am Lützowplatz, Kunstamt Tiergarten, Berlijn, 1984.[13]
- Tod und Leben, Obere Galerie – Haus am Lützowplatz, Kunstamt Tiergarten, Berlijn, 1986.[14]
- Villa Massimo Bewerbungen für das Rom-Stipendium, Schleswig-Holsteinisches Landesmuseum, Schloss Gottorf, Schleswig, 1988[15] en Wilhelm-Hack-Museum, Ludwigshafen am Rhein, 1991.[16]
- Felsenküste – Azoren, Schleswig-Holsteinisches Landesmuseum, Norddeutsche Galerie, Schloss Gottorf, Schleswig, 2018-2023.[17]
- H2O, Galerie Michael W. Schmalfuss, Contemporary Fine Arts, Berlijn, 2020/2021.[18]